# Ulodemis
Ulodemis is een geslacht van vlinders van de familie bladrollers (Tortricidae), uit de onderfamilie Tortricinae.

## Soorten
- U. falsa Meyrick, 1914
- U. hyalura Diakonoff, 1983
- U. idjen Diakonoff, 1941
- U. pangerango Diakonoff, 1941
- U. pullatana (Snellen, 1901)
- U. tridentata Liu & Bai, 1982
- U. trigrapha Meyrick, 1907